# Saint-Julien-des-Points
Saint-Julien-des-Points è un comune francese di 111 abitanti situato nel dipartimento della Lozère nella regione dell'Occitania.

## Società

### Evoluzione demografica
Abitanti censiti